# 호이신적차우
호이신적차우 (海鲜雀巢, 해선작소)는 중국 광둥성과 홍콩의 요리로, 광둥요리에 속한다. 중국 본토 뿐만 아니라 해외의 차이나타운 중식당에서도 찾아볼 수 있다. 해산물 요리의 일종으로, 안에 들어가는 해산물 종류에 따라 중급 요리에서 최고급 요리까지 질이 달라진다.
영어로는 중국어명을 그대로 옮겨 '해산물 둥지'란 뜻의 'Seafood birdnest'라 소개한다.

## 상세
호이신적차우는 튀긴 토란이나 국수로 그릇을 만드는데 이 모양이 꼭 새둥지를 닮았기에 '적차우' (雀巢)라는 이름이 붙었다.
 둥지는 복잡한 무늬에 여러 가지 종류가 있으며, 딱딱하거나 바삭바삭한 식감이다.
다만 둥지라고 해서 재료에 새고기가 들어가는 것은 아니며, 그 대신 해산물이 들어간다. 가장 많이 쓰이는 재료로는 관자와 콩껍질, 생선살, 셀러리, 풀버섯, 오징어, 새우 등이다.

## 같이 보기
- 생선 요리 목록